# Alfa Romeo Stelvio
Alfa Romeo Stelvio (Tipo 949) je kompaktní luxusní crossover SUV vyráběný a prodávaný v podskupině FCA Alfa Romeo, poprvé představený na autosalonu v Los Angeles v roce 2016 a uvedený do výroby v závodě Cassino na konci roku 2016. V současné době je nejprodávanějším modelem značky Alfa Romeo s přibližně 43 000 prodanými kusy v roce 2018. Stelvio využívá platformu Giorgio FCA sdílenou se středně velikým sedanem Giulia. Jméno Stelvio pochází od průsmyku Stelvio, nejvyššího horského průsmyku v Itálii.
V roce 2025 byla představena druhá generace vozu.